# فراموشم مکن
فراموشم مکن(نام علمی: Myosotis sylvatica) نام یک گونه از سرده گل‌های فراموشم مکن است.